# Pedro Gómez Sarmiento de Villandrando
Pedro Gómez Sarmiento de Villandrando (Ribadeu, 1478 - Luca, 13 de outubro de 1541) foi um cardeal espanhol de origem galega, arcebispo de Santiago de Compostela.

## Biografia
Nascido em Ribadeu, na província de Lugo, na Galiza, Pedro Sarmiento era o segundo dos cinco filhos de Diego Pérez de Sarmiento de Villadrando, conde de Ribadeu e de Salinas, e María de Ulloa e Castilla, descendendo de Diogo Perez Sarmiento. Frequentou a Universidade de Salamanca e a Universidade de Valladolid, onde estudou direito civil e canônico.
Parece que ele tomou posse de um cânon do capítulo da Catedral de Compostela em 1496. Foi também cânone do capítulo da Catedral de Tuy e foi o último abade do Mosteiro de Santa Marta, na diocese de Astorga.
Em data incerta, mas antes de 1523, recebeu o diaconato, embora não se saiba quando foi ordenado padre. Sabe-se, contudo, que foi beneficiário perpétuo da igreja paroquial de Fuentes de Duero. Foi também capelão dos Reis Católicos, Isabel e Fernando, esmoler do rei Carlos I da Espanha e sacristão-mor de sua capela real.
Em 4 de março de 1523, foi eleito Bispo de Tuy, mas nunca visitou a diocese e a governou através de oficiais. Transferido para a Sé de Badajoz em 26 de outubro de 1524, quando ainda não havia recebido a sua consagração episcopal. Em 3 de julho de 1525, foi novamente transferido, agora para a Sé de Palência, sendo provavelmente nessa época consagrado, dando sua entrada solene na diocese em 18 de agosto de 1527.
Testemunhou a assinatura do Tratado de Madrid, de 14 de janeiro de 1526, que libertou o rei Francisco I da França. Acompanhou o Imperador Carlos V nas viagens à Flandres, Itália e Alemanha e o ajudou na luta contra os turcos. Ainda, participou da coroação de Carlos V como Sacro Imperador Romano-Germânico em Bolonha em 24 de fevereiro de 1530, pelo Papa Clemente VII.
Foi promovido à Sé Metropolitana Compostelana em 8 de junho de 1534, fazendo sua entrada solene em 10 de junho de 1536. Em 1538, acompanha o Imperador em sua viagem para a Itália, junto com Margarida de Parma, que se casaria com Ottavio Farnese, sobrinho do Papa Paulo III. Nessa ocasião, solicitaram a criação do arcebispo Sarmiento como cardeal.
Assim, foi criado cardeal-presbítero no Consistório de 18 de outubro de 1538, recebendo o galero vermelho e o titulus de Santos Doze Apóstolos em 15 de novembro do mesmo ano.
Em 28 de janeiro de 1541, foi nomeado administrador apostólico da Sé de Anagni, resignando em 6 de abril seguinte.
Morreu em 13 de outubro de 1541, em Luca. Foi sepultado no Convento Dominicano de Anagni; mais tarde, seu parente próximo, Juan Sarmiento, abade de Benevivere em Palencia, transferiu seus restos mortais para a igreja daquela abadia e os colocou em um sepulcro honorífico.